# Personenstandsarchiv Hessen

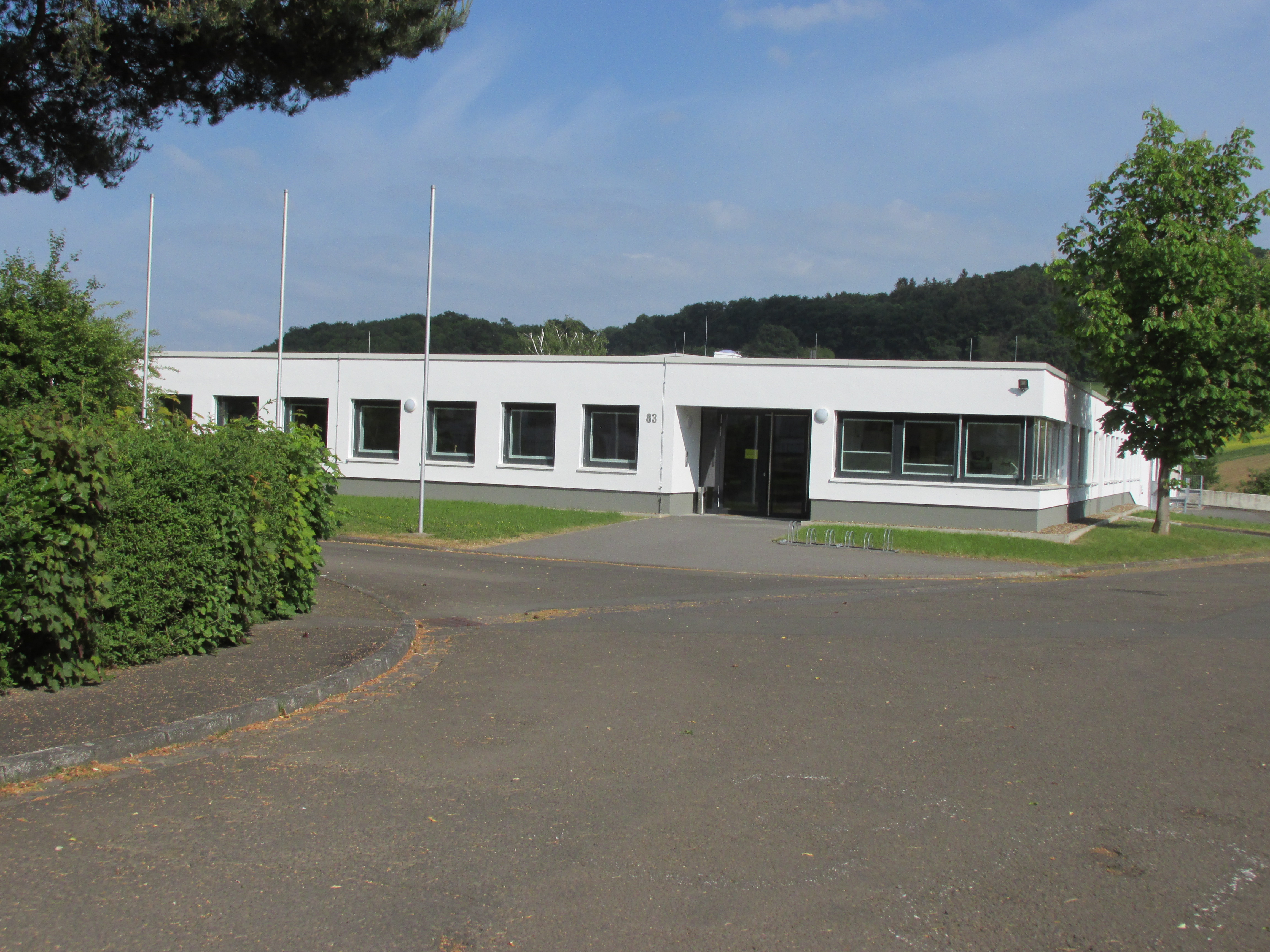
Gebäude des Archivs

Das Hessische Landesarchiv – Grundbuch- und Personenstandsarchiv bewahrt die archivreifen Standesamtszweitbücher des gesamten Bundeslandes Hessen auf und stellt sie der interessierten Öffentlichkeit zur Verfügung. Es befindet sich am Standort Neustadt (Hessen) des Hessischen Staatsarchivs Marburg.

## Geschichte und Zuständigkeit
Seit 1874 in Preußen und seit 1876 im gesamten Deutschen Reich registrieren staatlich bestellte Standesbeamte die Geburten, Heiraten und Sterbefälle aller Bürger unabhängig von ihrer Konfession. Bis dahin wurden Taufen, Trauungen und Beerdigungen nur von kirchlicher Seite erfasst. Zugang zu den Standesamtsregistern hatten bis 2009 nur die Personen, auf die sich Einträge bezogen, ihre direkten Vorfahren und Abkömmlinge sowie Ehegatten. Andere Personen mussten ein rechtliches Interesse nachweisen (§ 61  Personenstandsgesetz  in der Fassung vom 8. August 1957).
Mit Inkrafttreten des novellierten Personenstandsgesetzes  zum 1. Januar 2009 sind die Personenstandserst- und Zweitbücher, die bis dahin von den Standesämtern und ihren Aufsichtsbehörden bei den Kreisverwaltungen und Magistraten verwahrt wurden, nach Ablauf der neu eingeführten Fortführungsfristen zu Archivgut geworden. Geburtenbücher werden nun nach 110 Jahren, Heiratsbücher nach 80 Jahren und Sterbebücher nach 30 Jahren nicht mehr durch Hinweise und Randvermerke aktuell gehalten, sondern endgültig geschlossen und den Archiven zur Übernahme angeboten. Hier können sie nach den archivrechtlichen Regelungen von interessierten Nutzern, die ein berechtigtes Interesse vorweisen können, eingesehen werden.
Nach § 6 des Hessischen Ausführungsgesetzes zum Personenstandsgesetz obliegt die Archivierung der Erstbücher den Kommunen, die der Zweitbücher den Staatsarchiven. Zu diesem Zweck ist innerhalb des Hessischen Landesarchivs seit 1. November 2009 das zentrale Personenstandsarchiv eingerichtet.

## Die Bestände
Im Personenstandsarchiv werden die archivreifen Standesamtszweitbücher aller 21 Landkreise und fünf kreisfreien Städte Hessens aufbewahrt. Die archivierten Bestände sind im Online-Findbuch ARCINSYS erfasst. Etwa zwei Drittel der Bestände sind mittlerweile auch online einsehbar.

## Archivbenutzung
Die Archivalien werden im Lesesaal des Personenstandsarchivs vorgelegt. Die Benutzung ist gebührenfrei. Reproduktionen von Archivalien werden gegen Gebühr angefertigt.